# فرانسوا ليونيت
فرانسوا ليونيت (بالفرنسيَّة: François Lionet)، هو مبرمج فِرنسيّ عُرِفَ بسبب كتابته ستوس بيسك على أتاري إس تي وَأموس بيسك على أميغا (بالتعاون مع قسطنطين سوتيروبلس). وقد كتب أيضًا العديد من الألعاب على هذه المِنصَّات.
في 1994، أوجَدَ كليك تيم مع إيف لامورو، وَمُنتجًا بذلك لسلسلة كليك لأدوات إنشاء الألعاب، مُتضمَّنةً Multimedia Fusion.

## برمجيّاته
- 2013 Clickteam Fusion 2.5
- 2006 The Games Factory 2.0
- 2006 Multimedia Fusion 2.0
- 2002 Multimedia Fusion 1.5
- 1999 Jamagic
- 1997-98 Multimedia Fusion 1.0
- 1996-97 The Games Factory 1.0
- 1995-96 Corel Click & Create
- 1993-94 Klik & Play
- 1993 AMOSPro Compiler
- 1992 AMOS Professional
- 1992 Easy AMOS
- 1991 AMOS Compiler
- 1990 AMOS BASIC
- 1989 STOS Compiler
- 1988 STOS BASIC
- 1987 Captain Blood (PC and C64)
- 1983-86 Various 8-bit games